# Nealcidion singulare
Nealcidion singulare es una especie de escarabajo longicornio del género Nealcidion, tribu Acanthocinini, subfamilia Lamiinae. Fue descrita científicamente por Monné en 1998.

## Descripción
Mide 10-12,5 milímetros de longitud.

## Distribución
Se distribuye por Bolivia, Brasil y Perú.